# Câmera estereoscópica

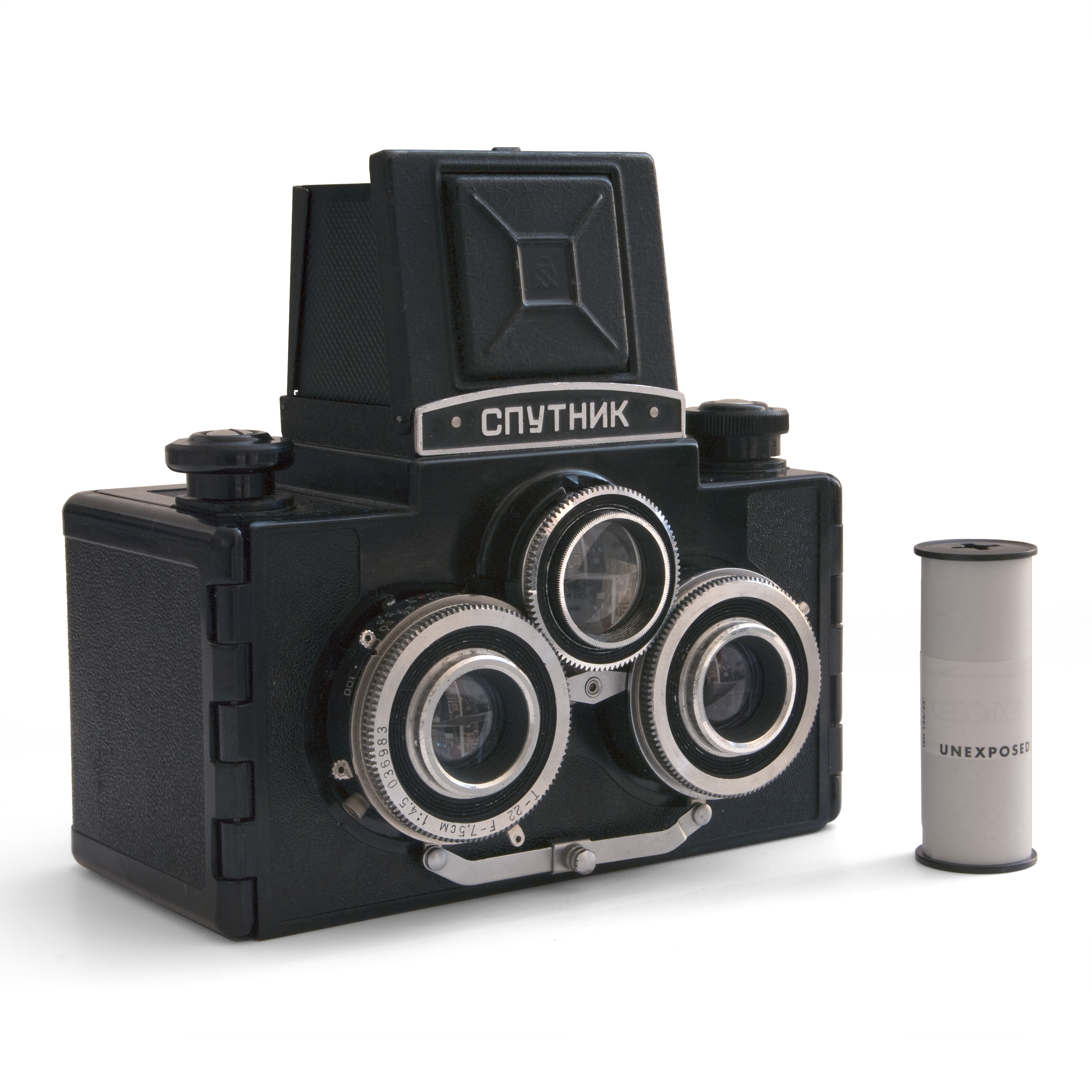
Câmera estereoscópica Sputnik. As duas lentes de baixo são utilizadas para a fotografia, enquanto a terceira lente é usada para a composição

Uma câmera estereoscópica, ou câmera estéreo, é um tipo de câmera que tem duas ou mais lentes, com um sensor de imagem ou quadro de filme para cada lente. Isso permite que a câmera simule a visão binocular humana, e, portanto, lhe dá a capacidade de capturar imagens tridimensionais, um processo conhecido como estereoscopia. Câmeras estereoscópicas podem ser usadas para criar imagens 3D para vários usos, como para filmes e para visão computacional. A distância entre as lentes em uma típica estéreo câmera (distância intra-axial) é aproximadamente a distância entre os olhos humanos (conhecida como distância intra-ocular) que é em torno de 6.35 cm, mas uma distância maior produz uma tridimensionalidade mais extrema.
Na década de 1950, câmeras estéreo ganharam popularidade com a "Stereo Realist" e câmeras similares empregando filme 135 para fazer slides estereoscópicos.
Imagens em 3D que seguem a teoria por trás de câmeras estéreo também podem ser feitas de forma mais barata tirando duas fotos com a mesma câmera monocular, mas movendo a câmera alguns centímetros para a esquerda ou para a direita entre as fotos. Se a imagem for editada de modo que cada olho enxergue uma imagem diferente, a imagem será exibida em 3D. Este método tem problemas com objetos se movendo entre os pontos de vista, mas funciona bem com cenas estáticas.
Câmeras estéreo são, por vezes, montadas em carros para detectar a largura da faixa e a proximidade de um objeto na estrada.
Nem todas as câmeras de duas lente são usadas para tirar fotos estereoscópicas. Uma câmera reflex de objetivas gêmeas usa uma lente para transmitir a imagem a uma tela para foco e composição e a outra lente para capturar a imagem no filme. Estas câmeras geralmente têm as lentes em uma configuração vertical. Exemplos incluem a antiga Rolleiflex ou uma objetiva gêmea moderna, como a Mamiya C330.

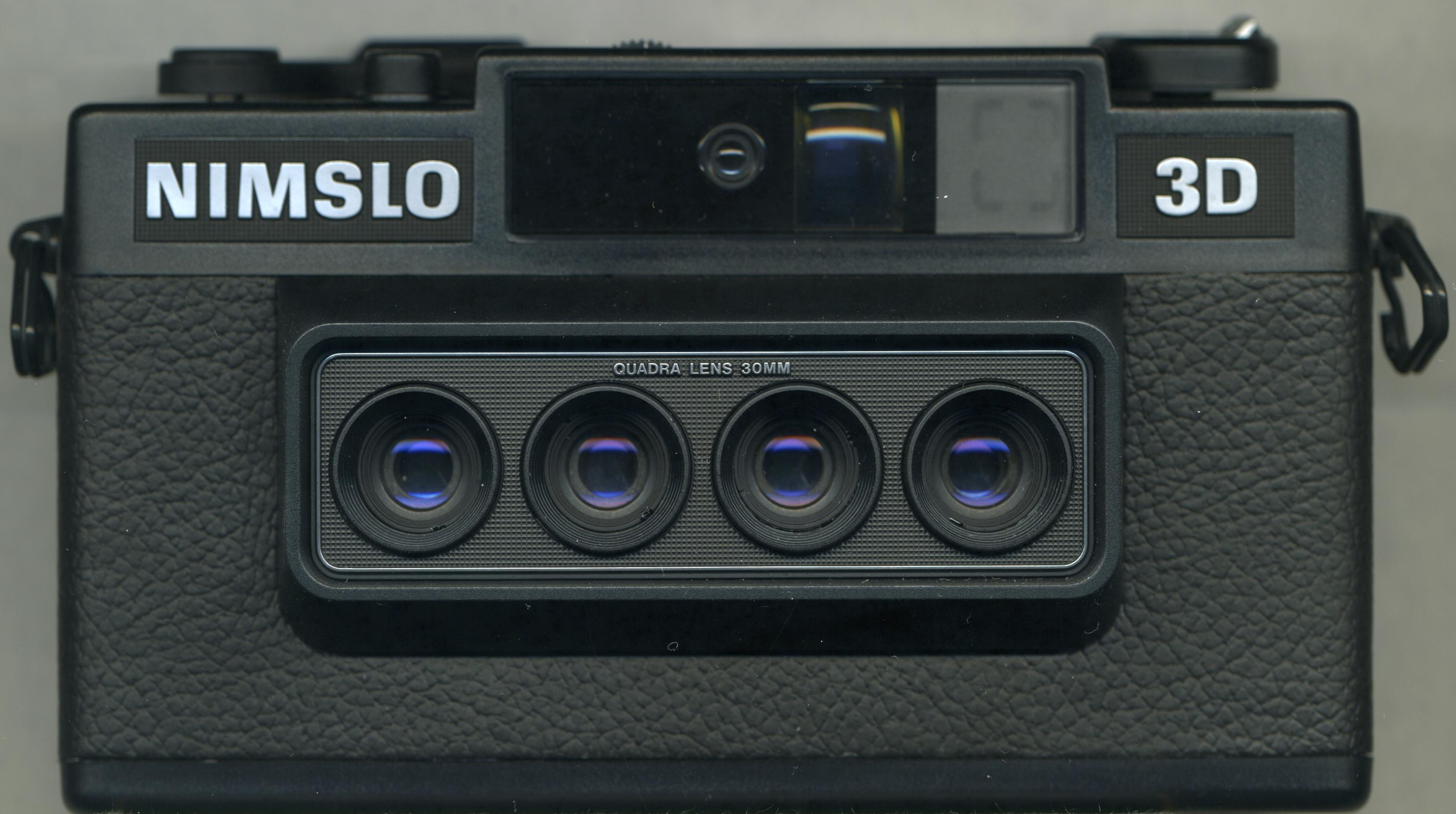
Nimslo quadralens lenticular

## Tipos de câmeras estereoscópicas

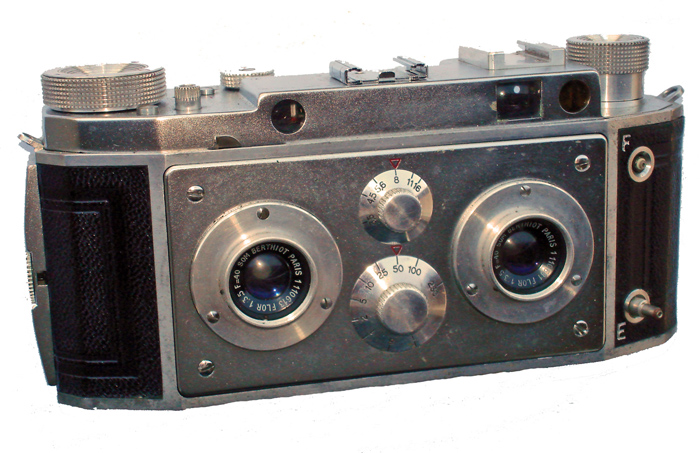
Vérascope 40

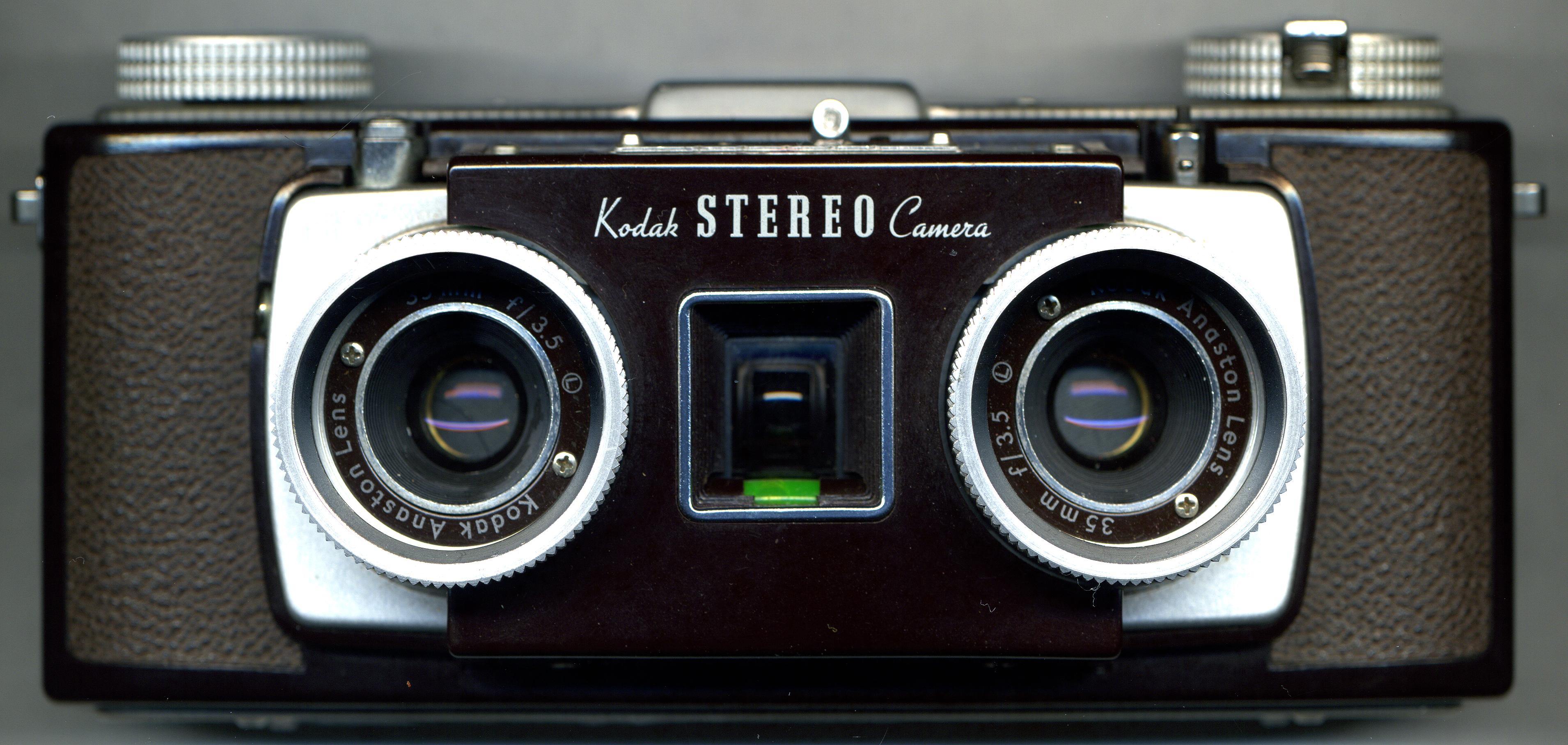
Uma estéreo câmera da Kodak

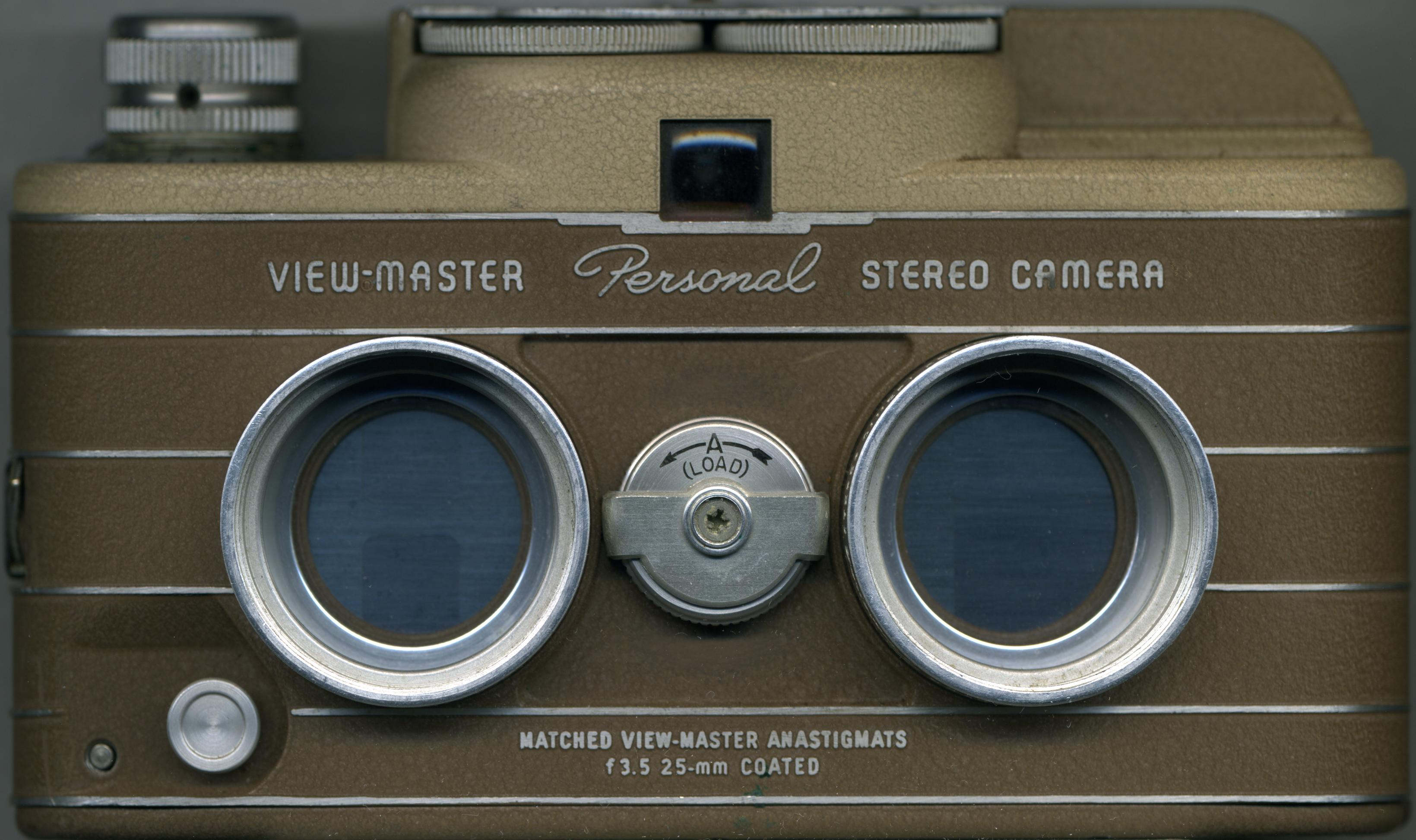
Uma estéreo câmera View-Master Personal

Já existiram muitos tipos de câmeras que capturam imagens estéreo, a maioria das quais não são mais fabricadas. Os tipos mais notáveis são:
- Jules Richard Verascope
- Kodak Stereo Camera – A versão da Kodak no campo das câmeras com o formato da Realist, que acabou superando a Realist durante os cinco anos em que estava disponível e pode ter ultrapassado seu número total de vendas antes do final de 1954.
- Loreo 3D Lens in a Cap (Hong Kong), um acessório que incorpora um par de pequenas lentes espaçadas e uma simples caixa de espelho, e pode ser anexada a muitas câmeras SLR digitais modernas. A versão mais recente tem lentes 25mm de maior ângulo. Loreo também faz atualmente, uma câmera 3D (modelo 321) somente de filme 35mm, que tira fotos estereoscópicas "mais profundas", com um amplo sistema de espelhos, vendido com um visualizador incluído.
- Nimslo 3D – O primeira câmera compacta para consumidores, projetada para tirar impressões 3D que podem ser visualizadas sem o uso de óculos ou técnicas especiais. Apesar de não ter se tornado muito popular e ter sido descontinuada, ela inspirou 3 ou 4 clones que também foram comercializados na década de 1990.
- RBT – No mundo 3D moderno, uma câmera RBT que custa milhares de dólares foi feita na Alemanha, reconstruindo duas câmeras 35mm de alto nível em um sistema estereoscópico integrado e unificado. RBT anunciou a descontinuação das câmeras em 1 de janeiro de 2011.[1][2]
- Stereo Realist – O formato original da Realist, vendido pela primeira vez em 1947, que inspirou muitos imitadores a introduzirem câmeras capazes de produzir estéreo slides 5P que continuam sendo bastante populares hoje em dia.
- View-Master Personal Stereo Camera – Introduzida em 1952, esta câmera permitiu que indivíduos fizessem seus próprio "View-Master reels", tanto usando serviços de processamento comerciais, quanto usando bases personalizadas.
- Fujifilm FinePix Real 3D W1, uma câmera estereoscópica digital.

Em 2009, tecnologias 3D experimentaram um ressurgimento, incluindo câmeras estéreo, com a contínua evolução de tecnologias de câmeras plenópticas, bem como a emergência de câmeras estereoscópicas digitais, como a Fujifilm FinePix Real 3D Series e a Minoru 3D Webcam.
Desde 2014, com desenvolvimentos na visão computacional e o aumento do poder de computação de GPUs integradas, abriram-se novas aplicações para câmeras estéreo. Estas podem ser utilizadas para calcular um mapa de profundidade por meio técnicas avançadas de processamento de imagens. Em abril de 2015, a Intel revelou uma câmera que cabe em um smartphone e pode ser usada para várias aplicações de detecção de profundidade, como alterar o foco de uma foto depois de ter sido tirada, digitalização 3D e controle por gestos. Outras câmeras estereoscópicas recentes incluem a ZED Camera, Tara - Stereo Camera e o Duo 3D Sensor

## Linhas de base em câmeras digitais
Existem diferentes câmeras com linhas de base (distância entre as duas lentes de câmera) diferentes no mercado não-profissional de câmaras 3D digitais utilizadas para fotos e vídeo:
- ? mm Inlife-Handnet HDC-810
- 10 mm Panasonic 3D Lumix H-FT012 lens (para as câmeras GH2, GF2, GF3, GF5, GF6 e também para a câmera híbrida W8).
- 12 mm câmera DXG-5D8 e os clones Medion 3D e Praktica DMMC-3D.
- 15 mm Ararat Macro Beam Splitter para smartphones.
- 20 mm Sony Blogie 3D.
- 23 mm Loreo 3D Macro lens.
- 25 mm LG Optimus 3D, LG Optimus 3D MAX (smartphones) e o adaptador de macro Cyclopital3D (para câmeras Fujifilm W1 e W3).
- 28 mm Sharp Aquos SH80F e SHI12 (smartphones) e a filmadora Toshiba Camileo z100.
- 30 mm a Panasonic 3D1 câmara, Camex 3D e LG IC330 (filmadora LG Cinema 3D).
- 32 mm HTC Evo 3D smartphone.
- 35 mm JVC TD1, DXG-5G2V, VTech Kidizoom 3D, a GoPro HD Hero kit 3D, a Nintendo 3D, Vivitar 790 HD, e AEE 3D Magicam.
- 40 mm Ararat Beam Splitter para smartphones e filmadoras 3D Aiptec (Aiptek I2, Aiptek I2P, Aiptek IS2 e Aiptek IH3 3D).
- 50 mm Loreo para full frame ou câmeras analógicas, câmera 3D FUN de 3dInlife (também os clones Phenix PHC1, Phenix SDC821 e Rollei Powerflex 3D).
- 55 mm SVP dc-3D-80 (paralelas e anaglifos, fotos e vídeo).
- 60 mm Vivitar 3D cam (apenas para anaglifos), Camex3D(primeira câmera digital de 3 lentes do mundo, bases de 30, 60 mm)
- 65 mm Takara Tomy 3D ShotCam.
- 75 mm Fujifilm W3 cam.
- 77 mm Fujifilm W1 cam.
- 84 mm Sony Digital Recording Binoculars DEV-50
- 88 mm Loreo lente 3D para câmeras digitais.
- 140 mm Cyclopital3D extensor para o JVC TD1 e TD10 da Sony.
- 200 mm Cyclopital3D extensor para Panasonic AG-3DA1.
- 214 mm Cyclopital3D extensor para a Sony Binóculos de Gravação Digital DEV-50.
- 225 mm Cyclopital3D extensor para a Fujifilm W1 e W3 cams

## Uso de várias câmeras

### Câmeras duplas
Câmeras digitais modernas de baixo custo, e até mesmo câmeras DSLR, podem ser montadas em pares, com ambas sendo acionadas simultaneamente. Para imagens imóveis, isso pode ser feito pressionando os botões das câmeras simultaneamente, mas isso não é preciso o suficiente para objetos em movimento. Alguns modelos de câmera podem ser programados a partir de um chip de imagem, e o software usado para acionar uma câmara a partir de outro dispositivo foi desenvolvido como software de código aberto. Um exemplo popular desta tecnologia está no Samsung Galaxy S4, que permite a captura de fotos simultaneamente.

## Uso uma câmera e uma lente
No final de 2012, a Samsung anunciou o sua câmera NX300. Usando apenas uma lente (opcional), esta câmera pode tirar fotos em 2D, 3D ou fazer filmes em HD, basta alterar o modo. A lente opcional é uma objetiva proprietária de 45mm f/1.8. A NX300 tem duas telas de LCD no caminho óptico, que são usadas para bloquear metade de cada lente, enviando uma imagem ligeiramente diferente para o sensor.
Um método diferente é utilizado pela Sony e Panasonic. Com captura de múltiplas fotos em sequência, a câmara deve ser deslocada para o lado de cerca de 10 centímetros e a própria câmera escolhe as duas melhores imagens para criar um arquivo 3D MPO. A profundidade não é tão boa, mas pode, certamente, permitir a diferenciação do que está na frente e o que está por trás.